# Inoel Navarro
Inoel Navarro González (ur. 28 lipca 1987) – dominikański piłkarz występujący na pozycji pomocnika, obecnie zawodnik Deportivo Pantoja.

## Kariera klubowa
Navarro rozpoczynał swoją karierę w zespole Deportivo Pantoja z siedzibą w stołecznym mieście Santo Domingo. Już w swoim debiutanckim sezonie 2009 wywalczył z nim mistrzostwo Dominikany. Sukces ten powtórzył także trzy lata później, w rozgrywkach 2011/2012.

## Kariera reprezentacyjna
W seniorskiej reprezentacji Dominikany Navarro zadebiutował 14 października 2010 w wygranym 17:0 spotkaniu z Brytyjskimi Wyspami Dziewiczymi w ramach Pucharu Karaibów. W tym samym meczu strzelił także trzy bramki, pierwsze w kadrze narodowej. Wziął także udział w eliminacjach do Mistrzostw Świata 2014, podczas których dwukrotnie wpisał się na listę strzelców w wygranej 4:0 konfrontacji z Anguillą, a także jeden raz w pojedynku z Kajmanami, także wygranym 4:0, natomiast Dominikańczycy nie zdołali zakwalifikować się na mundial.